# Заморуева, Полина Андреевна

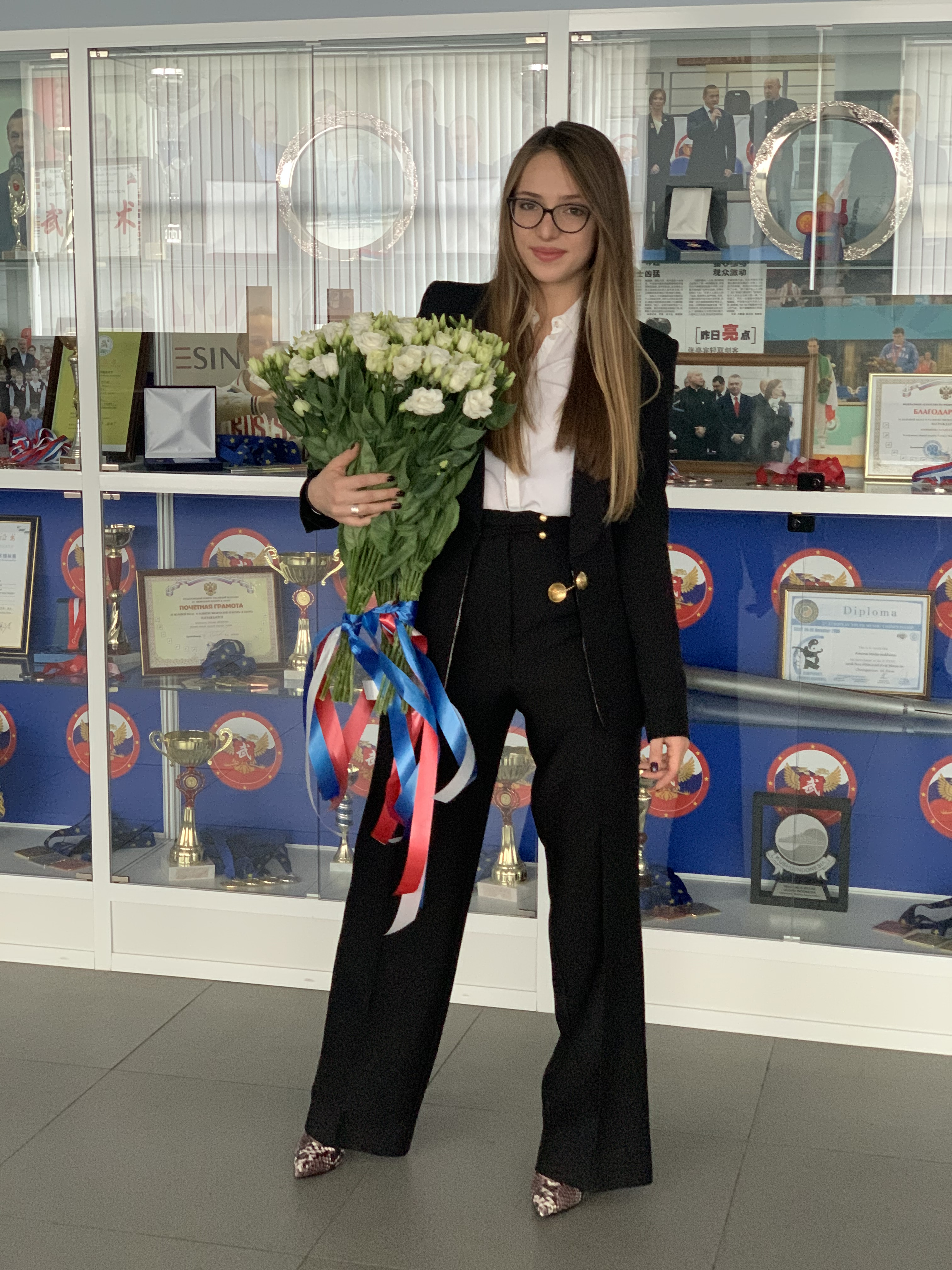
Полина Заморуева

Заморуева Полина Андреевна (род. 13 сентября 2002, Москва) — российская спортсменка (ушу), чемпионка России и Европы (2017, 2018 ,2019, 2020, 2021), чемпионка мира и России среди юниоров. Мастер спорта России (2021).

## Биография
Родилась 13 сентября 2002 в Москве в семье профессиональных спортсменов. Мама — Соколова Юлия Николаевна, мастер спорта СССР по художественной гимнастике, отец — Заморуев Андрей Юрьевич, кандидат в мастера спорта по боксу.
Начала заниматься в возрасте семи лет в Московской экспериментальной спортивной школе при федерации УШУ России. С первого класса тренировалась под руководством Ольги Валерьевны Долгих по направлениям наньцюань и наньдао (2009—2013). С 2014 перешла в направления традиционного ушу под руководством Джамала Ажигиреевича Ажигирея. В 2018 под наставничеством Д. А. Ажигирея на Чемпионате мира по тайцзицюань в Бургасе (Болгария) получила звание Чемпиона мира и две бронзовые медали.
Четырёхкратная чемпионка Чемпионатов России по Ушу таолу (2016, 2017, 2018, 2019). Победитель и призёр международных соревнований «Звезды Ушу» (2017, 2018, 2019, 2020), Победитель и призёр международного турнира «Шелковый путь» (2016), Чемпионка первенств и чемпионатов России по традиционному Ушу и Ушу таолу. Абсолютный чемпион Европы и России по впервые проведенным он-лайн соревнованиям в период пандемии (2020).
Член сборной Российской Федерации по ушу. Неоднократный участник показательных выступлений лучших спортсменов России в области боевых искусств на вручении национальной премии «Золотой пояс» в Государственном Кремлёвском дворце. Присвоено звание Мастер спорта России (2021).

## Спортивные достижения и награды
Чемпионат Европы по тайцзицюань 2016 / European Taijiquan и Neijiaquan Campionship 2016
- I место — Taiji barehand dualian (дуйлянь)
- II место — IWUF New traditional and CWDS barehand routines
- I место — IWUF New traditional routines

Международный турнир «Moscow wushu stars» 2016
- I место — традиционные виды оружие
- II место — тайцзицюань

Международный турнир по Ушу «Шёлковый путь» 2016
- I место — традиционные виды оружия
- II место — тайцзицюань Ян стиль
- II место — дуйлянь
- III место — тайцзицюань 32 формы

Международный турнир «Moscow wushu stars» 2017
- I место — тайцзицюань 32 формы
- I место — тайцзицюань
- III место — традиционные виды оружия

European Taijiquan и Neijiaquan Campionship, Tbilisi 2017
- I место — традиционные виды оружия

Международный турнир «Moscow wushu stars» 2018
- I место — тайцзицюань
- II место — тайцзицюань (optional and 3d set)
- II место — традиционные виды оружия

Первенство России по Ушу 2018
- II место — таолу-тайцзицюань
- III место — таолу-тайцзицюань

European Taijiquan и Neijiaquan Campionship, Moscow, Russia 2018
- II место — традиционные виды оружия
- II место — тайцзицюань

3-d World Taijiquan Championship, Burgas, Bulgaria 2018
- I место — women’s sun style Taijiquan (73 movements) C-A
- III место — women’s new yang style Taijiquan C-A
- III место — women’s new yang style Taijiquan, weapon C-A

Международный турнир «Moscow wushu stars» 2019
- II место — традиционные виды оружия
- III место — тайцзицюань

Первенство России по Ушу 2019. Дисциплина Кунг-фу
- I место — тайцзицюань
- I место — традиционные виды оружия
- I место — кунг-фуу традиционные виды цюаньшу
- II место — таолу — тайцзицюань

The 14th Beijing International Martial Arts Invitational competition in 2024
- I место - тайцзицюань
- I место - традиционные виды оружия
- II место - багуачжан

## Образование
Сианьский транспортный университет (2020-2021). Получает образование в Московском государственном университете им. М.В. Ломоносова (факультет глобальных процессов).